# Guiling (köping)
Guiling (kinesiska: 桂岭镇, 桂岭) är en köping i Kina. Den ligger i den autonoma regionen Guangxi, i den södra delen av landet, omkring 410 kilometer nordost om regionhuvudstaden Nanning. Antalet invånare är 74249. Befolkningen består av 36 340 kvinnor och 37 909 män. Barn under 15 år utgör 27,0 %, vuxna 15-64 år 62 %, och äldre över 65 år 9,0 %.
Genomsnittlig årsnederbörd är 2 143 millimeter. Den regnigaste månaden är juni, med i genomsnitt 327 mm nederbörd, och den torraste är oktober, med 46 mm nederbörd.